# Jane (žensko ime)
Jane je žensko osebno ime.Izgovorjava [džejn]

## Izvor imena
Ime Jane je različica ženskega osebnega imena Jana oziroma moškega osebnega imena Janez.

## Pogostost imena
Po podatkih Statističnega urada Republike Slovenije je bilo na dan 31. decembra 2007 v Sloveniji število ženskih oseb z imenom Jane: 5.